# Julius Ochs Adler

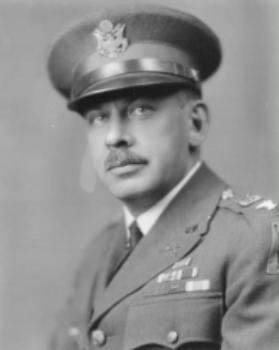
Generalmajor Julius Ochs Adler

Julius Ochs Adler (* 3. Dezember 1892 in Chattanooga, Tennessee; † 3. Oktober 1955 in Manhattan, New York City) war ein US-amerikanischer Generalmajor der US Army und Journalist.

## Leben
Ochs war Sohn des Journalisten Harry Clay Adler sowie ein Neffe des Journalisten und Publizisten Adolph Ochs, dem die Tageszeitungen The Chattanooga Times sowie seit 1896 auch The New York Times gehörten. Er absolvierte ein Studium an der Princeton University und trat nach dem Kriegseintritt der USA in den Ersten Weltkrieg 1917 als Leutnant (Second Lieutenant) in die US Army ein. Im August 1917 wurde er Hauptmann (Captain) und Kompaniechef der H-Company und war zuletzt Major und Kommandeur eines Bataillons des 306. Infanterieregiments. Er nahm an Kampfhandlungen an der Westfront in Frankreich teil, wo er Opfer eines deutschen Senfgasangriffs wurde. Für seine Tapferkeit bei einem Gefechtseinsatz in Saint-Juvin am 14. Oktober 1918 wurde ihm das Distinguished Service Cross verliehen.
Nach Ende des Ersten Weltkrieges wurde er in die Reserve der US Army übernommen und war zwischen dem 5. Dezember 1924 und dem 1. Oktober 1940 Kommandeur (Commanding Officer) des 306. Infanterieregiments. Zugleich trat er nach Kriegsende in das Zeitungsgeschäft der Familie ein, wo er 1935 Nachfolger seines Vaters als Präsident und Herausgeber von The Chattanooga Times wurde. Er war später vom 7. Oktober 1940 bis zum 13. Juli 1941 war er Kommandeur des 113. Infanterieregiments. Im Anschluss fungierte er vom 13. bis 23. Juli 1941 kurzzeitig als Kommandeur der 57. Infanteriebrigade (57th Infantry Brigade) und wurde in dieser Zeit am 15. Juli 1941 zum Brigadegeneral (Brigadier-General) befördert. Daraufhin fungierte er zwischen 1941 und 1944 als stellvertretender Kommandeur der 6th Infantry Division und nahm mit dieser an der Schlacht um Neuguinea teil, ehe er am 17. November 1944 wegen Krankheit aus dem Dienst ausschied. Für seine militärischen Verdienste in dieser Zeit wurde er mit dem Legion of Merit geehrt.
Im Anschluss wurde Adler Geschäftsführender Direktor von The New York Times und übte diese Funktion bis zu seinem Tod 1955 aus. Nach dem Ende des Zweiten Weltkrieges gehörte er zu den 18 Zeitungsherausgebern, die auf Einladung von General Dwight D. Eisenhower die befreiten Konzentrationslager im Deutschen Reich besichtigten. In der Folgezeit schrieb er eine Reihe von Artikeln in The New York Times, in denen er seine Erfahrungen und Gefühle beschrieb, die durch seine eigene jüdische Herkunft geprägt war. Er war von November 1946 bis 1948 Kommandeur der 77th Infantry Division, der sogenannten „Statue of Liberty“, und wurde als solcher am 23. Januar 1948 zum Generalmajor (Major-General) des Reserveoffizierskorps befördert. Er wurde darüber hinaus mit dem Silver Star mit Eichenlaubzweigen, dem Purple Heart, der Mitgliedschaft in der französischen Ehrenlegion sowie dem Croix de guerre mit Palmen ausgezeichnet.
Aus seiner 1922 geschlossenen Ehe mit Barbara Stettheimer gingen die beiden Töchter Barbara A. Katzander und Nancy J. Adler sowie der Sohn Julius Ochs Adler, Jr., hervor. Nach seinem Tode wurde er auf dem Nationalfriedhof Arlington beigesetzt.